# Hassi El Ghella
Hassi El Ghella là một đô thị thuộc tỉnh Aïn Témouchent, Algérie. Dân số thời điểm năm 2002 là 10.487 người.